# Anagyrus dozieri
Anagyrus dozieri är en stekelart som beskrevs av Tachikawa 1956. Anagyrus dozieri ingår i släktet Anagyrus och familjen sköldlussteklar. Inga underarter finns listade i Catalogue of Life.